# Roman Staniewski
Roman Staniewski, ps. „Stanisław Kwiatkowski”, (ur. 7 października 1923 w Warszawie, zm. 8 stycznia 2021 w Pułtusku) – polski inżynier geodeta, żołnierz Armii Krajowej, powstaniec warszawski. Kawaler Orderu Virtuti Militari.

## Życiorys
Urodził się w Warszawie, jako syn Józefa i Zofii.
Po wybuchu II wojny światowej, w walce. W latach 1939–1944 był żołnierzem I patrolu dywersyjnego (Ursus) Oddziału Dyspozycyjnego „Anatol" w Związku Odwetu, organizacji sabotażowo-dywersyjnej Związku Walki Zbrojnej. Następnie działał w Kedywie Komendy Głównej Armii Krajowej, będąc uczestnikiem szeregu akcji bojowych i dywersyjnych.
Wziął udział w powstaniu warszawskim, podczas którego przeszedł szlak bojowy Wola – Stare Miasto – kanały – Śródmieście Północ – Śródmieście Południe – Górny Czerniaków – Śródmieście Południe. Wiosną 1944 wszedł w skład batalionu „Miotła” zgrupowania „Radosław”. Batalion podczas walk powstańczych wsławił się m.in. opanowaniem budynku Polskiego Monopolu Tytoniowego przy ulicy Pawiej, odblokowując w ten sposób atakowaną przez Niemców Komendę Główną AK, brał również udział w zdobyciu dwóch niemieckich czołgów typu Pantera oraz walkach w obronie cmentarzy wolskich i ulicy Okopowej. Batalion poniósł rozległe straty podczas walk na Stawki, tracąc wielu żołnierzy i kadrę dowódczą. Po rozwiązaniu „Miotły” walczył w batalionie „Czata 49” (pluton „Torpedy”), w Śródmieściu Południowym na odcinku "Sarna", pododcinek (batalion) „Stefan” – kompania „Szczerby” (dawna „Miotła”). Ranny w powstaniu, 15 września 1944 – postrzał podudzia. Za udział w walkach odznaczony Krzyżem Walecznych. Następnie awansowany do stopnia plutonowego podchorążego.
Po upadku powstania wyszedł z Warszawy z ludnością cywilną. Następnie ponownie działał w konspiracji, walczył w odtwarzanych strukturach Kedywu AK, w plutonie por. Kazimierza Jackowskiego ''Torpedy''. 17 września 1945 uzyskał zwolnienie z plutonu i ewakuował się do Płocka, gdzie zdał maturę w Liceum Ogólnokształcącym im. Marszałka Stanisława Małachowskiego, tzw. ''Małachowiance''.
W 1989 został odznaczony Orderem Virtuti Militari V klasy.
Był inżynierem geodetą, absolwentem Politechniki Warszawskiej. Do emerytury pracował w Głównym Urzędzie Pomiarów Kraju i w Państwowym Przedsiębiorstwie Geodezyjno-Kartograficznym, gdzie zajmował się głównie pracami terenowymi. Pracował także w Czechosłowacji oraz w Libii, do 1994 r.
Był kustoszem pamięci o Batalionie „Miotła” i jednym ze współautorów książki ''Pamięć o Batalionie AK Miotła'' wydanej w 2000 roku, nakładem Społecznego Komitetu Opieki nad Grobami Żołnierzy AK batalionu ''Miotła''.
Zmarł 8 stycznia 2021 w wieku 97 lat. 18 stycznia 2021 po mszy świętej w kościole św. Karola Boromeusza, przy asyście wojskowej, został pochowany na cmentarzu Powązkowskim w Warszawie.

## Odznaczenia[11]
- Krzyż Srebrny Orderu Virtuti Militari (1989)
- Krzyż Walecznych (1944)
- Medal Wojska
- Krzyż Armii Krajowej
- Warszawski Krzyż Powstańczy
- Medal pamiątkowy z okazji 70. rocznicy Powstania Warszawskiego

## Publikacje
- Pamięć o Batalionie AK Miotła: 2000 (wraz z Antonim Olszewskim i Janem Romańczykiem)